# John Cairns (Ökologe)
John Cairns, Jr. (* 8. Mai 1923 in Conshohocken, Montgomery County, Pennsylvania, USA; † 5. November 2017 in Blacksburg, Virginia, USA) war ein international anerkannter US-amerikanischer Ökologe, Limnologe (Hydrobiologe), Ökotoxikologe und eine internationale Autorität für die Erforschung und Renaturierung von aquatischen Ökosystemen.
Als Universitätsdozent an der Virginia Tech in Blacksburg umfasste sein Lehrprogramm ein breites Spektrum, das von der Erforschung von Protozoen (Protozoologe) Limnologie, Ökotoxikologie, Gefährdungsanalyse von Ökosystemen, Renaturierung von (aquatischen) Ökosystemen (Renaturierungsökologie), (Auswirkungen von Eingriffen des Menschen auf die Umwelt) bis hin zu Wissenschaftsethik reichte.
Als Autor von zahlreichen Fachbüchern und ungezählten Artikeln in Fachzeitschriften thematisierte er die ständig anwachsende Zerstörung der Umwelt durch übermäßige Eingriffe des Menschen in das Gefüge der Natur. Er war Mitglied u. a. der American Academy of Arts and Sciences, der American Philosophical Society, der Linnean Society of London und der National Academy of Sciences sowie Präsident der American Microscopical Society.

## Leben
John Cairns Jr. wuchs in der Kleinstadt Conshohocken, Montgomery County, im Südosten von Pennsylvania, nördlich von Philadelphia, auf.
Er besuchte zunächst die Conshohocken High School. Nach seinem Abschluss im Jahre 1940 nahm er am Swarthmore College ein Studium der Biologie, Chemie und Physik auf. 
Doch schon 1941, nachdem der Angriff der japanischen Streitkräfte auf die US-Pazifikflotte der USA in Pearl Harbor erfolgt war, unterbrach er sein Studium, trat freiwillig den US-amerikanischen Streitkräften und diente bis Februar 1946 in der US-Navy.
Noch während des Krieges, heiratete er am 5. August 1944 Jean(nie) Barbara Ogden († 21. Februar 2005) eine Biochemikerin, die er 1941 am Swarthmore College kennengelernt hatte.
Das Paar bekam vier Kinder – Karen (Jean) (* 1945) Stefan (Hugh) (* 1949), Duncan (Jay) (* 1954) und Heather (* 1959).
Nach Kriegsende nahm Cairns das abgebrochene Studium am Swarthmore College wieder auf und machte im Jahre 1947 einen BA-Abschluss in Biologie mit den Nebenfächern Chemie und Physik. 
Im Anschluss studierte er an der University of Pennsylvania und machte hier im Jahre 1949 zunächst seinen M.S. (Master of Science) dann, im Jahre 1953, seinen Doktor Ph.D. in Zoologie.
(Cairns, J., Jr. 1953. Protozoan populations of the Savannah River. Pages 1-125 in A.E.C. report, Savannah River. Biological Survey, June, 1951 – May, 1952. Academy of Natural Sciences of Philadelphia, PA.)
Es folgte von 1954 bis 1955 ein Postdoctoral-Studium am Hahnemann Medical College.
Noch während der Arbeit an seiner Dissertation an der University of Pennsylvania erhielt er 1948 die Gelegenheit im Rahmen eines Forschungsprojekts seiner Mentorin, der Botanikerin und Limnologin Ruth Patrick († 2013), die sich auf Süßwasser-Ökologie spezialisiert hatte, als Protozoologe mitzuarbeiten und die Auswirkungen von Umweltgiften auf die aquatischen Gemeinschaften von Conestoga River und Brandywine River im südöstlichen Pennsylvania zu untersuchen. 
Beide Flüsse waren durch giftige Abwässer aus landwirtschaftlichem Anbau (etwa Stickstoff, Phosphor), industrielle und städtische Abfälle und Abwässer stark belastet.
In dem Projekt wurde, abweichend von der bisherigen Vorgehensweise, nicht mehr allein die chemische Zusammensetzung/Belastung des Wassers dieser Flüsse untersucht, sondern erstmals auch Pflanzen, Insekten, Fische und andere Organismen, sowie Mikroorganismen (Protozoen, Kieselalgen), zur Beurteilung der Wasserqualität hinzugezogen (s. Saprobiensystem – Mikro- und Makro-Saprobien).
Durch die Ermittlung von Vorkommen, Häufigkeit, Vielfalt (Biodiversität), Gesundheit, Erkrankung oder gänzliches Fehlen dieser Indikatoren konnten die unterschiedlichen Grade der Wasserverschmutzung (Gewässergüteklassen) von Seen und Fließgewässern viel exakter bestimmt werden.
In der Untersuchung wurde zugleich erstmals versucht das komplexe Abhängigkeitsgefüge von Anwohnern (Müll und Arbeitsplätze), Industrie (Abfälle, Abwässer und Abfallbeseitigungskosten), Landwirtschaft (Gülle, Pflanzenschutzmittel) staatlichen Regulierungsbehörden (Einhaltung von Gesetzen) darzustellen. 
Solche fachübergreifenden/interdisziplinären Untersuchungen waren zu dieser Zeit noch etwas völlig Neues.
1947 wurde die Abteilung für Limnologie (Patrick Center for Environmental Research) an der Academy of Natural Sciences of Drexel University in Philadelphia ins Leben gerufen, an der interdisziplinäre Teams von Wissenschaftlern u. a. die Zusammenhänge von Biodiversität als zentrale Voraussetzung der Wasserqualität von Süßwassersystemen untersuchte.
Cairns arbeitete an der Academy von 1948 bis 1966 als Kurator für Limnologie.
Von 1961 bis 1963 (dann nochmal 1971, 1984 bis 1987 und 1989 bis 1994) unterrichtete er am RMBL (Rocky Mountain Biological Laboratory) und 1962–1963 (gleichzeitig) am National Science Foundation Institute (NSF) der Temple University, Philadelphia, Department of Education, dann ab 1964 bis 1970 (und 1972 bis 1983) an der University of Michigan Biological Station (UMBS) in Pellston, Michigan.
1966 begann er als Professor für Zoologie an der University of Kansas (KU), wo die Forschungsbedingungen aber nicht seinen Vorstellungen entsprach.
Ab 1968 bis 1972 an der Virginia Tech als (Research) Professor für Zoologie und hier bekam er die Förder-/Forschungsgelder, die er benötigte.